# Vincenzo Pacifici
Vincenzo Pacifici (Tivoli, 19 gennaio 1895 – Tivoli, 26 maggio 1944) è stato uno storico italiano.

## Biografia
Nato a Tivoli da Giovanni ed Euple Rosa , frequentò le scuole locali, in particolare conseguì la licenza liceale nell'anno scolastico 1912/1913 presso il Regio Liceo Ginnasio "Amedeo di Savoia"; conseguì poi il 13 luglio 1917 la laurea in filosofia presso l'Università di Roma, il 2 dicembre 1918 quella in lettere e il 23 maggio 1919 il diploma di magistero in Filosofia e Pedagogia. Sotto la guida di eminenti maestri come Pietro Fedele, storico del medioevo, si dedicò ad attività di ricerca, non solo su indagini nella tematica generale della storia d'Italia, ma anche in una revisione minuziosa della storia locale, svincolandola dal provincialismo di cui era intessuta.
L'insegnamento fu la sua attività primaria. Insegnò presso il Regio Ginnasio Liceo "Amedeo di Savoia" di Tivoli incominciando come supplente nell'anno scolastico 1919-1920, poi fino al 1931-1932 insegnò italiano, storia e storia dell'arte. Insegnò anche nell'anno 1923-24 pedagogia, filosofia e storia nelle classi seconda e terza superstiti della Scuola Normale. Fu nominato nel 1926 per un quinquennio libero docente per un corso parallelo di storia medioevale e moderna alla facoltà di lettere dell'Ateneo romano, confermato nell'incarico nel 1932 e successivamente nel 1936, svolse come programmi accademici la storia del Ducato di Ferrara nel Cinquecento, una sintesi del Seicento, la storiografia relativa ai secoli XVII e XVIII e una sintesi storica e storiografica riguardante il periodo successivo, rimasta incompiuta per la sua morte.

## Opera
La sua prima collaborazione fu, a partire dal 1919, al "Bollettino di studi storici ed archeologici di Tivoli e della Regione Tiburtina" sino alla cessazione della rivista avvenuta nel 1939 con gli "Indici" da lui stesso curati; ma la collaborazione effettiva a questo periodico si era poi interrotta dal 1921 al 1928 per la maturazione del progetto di istituire un'associazione storica a sé stante, d'impronta moderna e con finalità scientifiche. Così nacquero nel 1920 la Società Tiburtina di Storia e d'Arte  e nel 1921 la rivista "Atti e Memorie" , che suscitarono grande interesse e curiosità nell'ambiente storico nazionale.
Nello stesso anno del conseguimento della laurea in lettere (1920) diede alle stampe il lavoro Ippolito II d'Este cardinale di Ferrara che si impose all'attenzione per due motivi fondamentali: il primo è quello dell'indagine scrupolosa delle fonti in campi "non sempre agevoli e quasi appieno inesplorati", conformemente ai canoni della Scuola Romana, di cui sono testimonianza i 19 archivi e le 11 biblioteche consultate in Italia e all'estero, nonché le note del testo dense di riferimenti archivistici e bibliografici; il secondo è quello dell'illustrazione di un personaggio poco conosciuto che ha occupato un ruolo importante "nell'arte e nella storia civile e religiosa del Cinquecento", e che ha esercitato anche una profonda influenza sulla città di Tivoli.
Il successivo impegno culturale di Vincenzo Pacifici si identificò pienamente nella Società Tiburtina di Storia e d'Arte, durante il periodo di fervida attività che va al 1921 al 1944. Così, sempre intorno al 1920, affronta un vasto lavoro di revisione e di analisi dei problemi ch'erano stati affacciati, con mezzi limitati, dagli storici tiburtini della prima metà dell'800. Si trattava di elaborare una storia nuova adeguata alla millenaria tradizione di Tivoli e per questo Pacifici ripartì dalle fonti, per offrire nuovi strumenti di lavoro a quanti intendessero impegnarsi nell'approfondimento e nella rielaborazione della storia tiburtina. Un lavoro preliminare era stato compiuto agli inizi del XX secolo da Vincenzo Federici, che aveva pubblicato nel 1906 gli Atti del Comune di Tivoli dell'anno 1389 e nel 1910 lo Statuto di Tivoli del 1305, con aggiunta del 1307-1308.

## Testamento morale
Il suo testamento morale fu ritrovato tra le sue carte, scritto quasi sotto il presentimento dell'imminente morte: in esso, tra le tante espressioni di fede e di speranza, ce n'è una sublime, racchiusa nelle parole: «Lascio a chi mi uccise la mia benedizione, … a chi comandò la strage lascio il perdono». Così morì la mattina del 26 maggio 1944, colpito mentre era accorso in aiuto dei suoi concittadini rimasti sotto le macerie causate dai bombardamenti americani.
«Conobbi il mondo fugacemente, ne vidi il male e forse non tutto, ne cercai il bene per quanto potei, lo lascio in un male maggiore.
Vidi gli uomini nell'odio, diedi tutto me al verbo dell'Amore, li lascio in un odio più grande. Sentii l'onda degli affetti corrermi nel corpo, alitare nell'anima, io la rivolsi tutta all'umanità, e non diedi agli uomini nulla. Seguii l'ombra di un sogno, tutto un sogno è la vita; credetti che l'uomo avesse un valore, e non ne aveva. Ma è pur bello sognare, magnificarsi nell'illusione, sentire nei palpiti del cuore una potenza che non c'è. Lascio a chi mi amò il mio amore perenne, a chi mi disprezzò il mio amore perenne, a chi mi odiò il mio amore perenne. Lascio a chi mi uccise la mia benedizione, lo conduca Dio nel cammino del ritorno alla famiglia, e la casa sua tranquilla sorrida all'arrivo, famiglia placida all'azzurro nella pace dell'universo. Lascio a chi comandò la strage il perdono. Lascio ai popoli il Crocifisso. A stilla a stilla sanguina di sangue vivo Gesù eternamente poi che l'uomo eternamente apre le sue ferite quando le vede disseccarsi, le apre con ghigni avidi, con gli artigli delle mani, di quelle che Dio gli diede per benedire. In nome di quel sangue io ripeto una parola: Giustizia. Lascio ai miei fratelli la domanda del perdono. Lascio l'anima a Dio ed il corpo alla terra. Se una mano buona lo ricondurrà vicino ai miei morti, sotto un Crocifisso bianco tra due cipressi placidamente si disfaccia. Se qualche lacrima cadrà, sulla mia tomba, pianga la vittima, non l'uomo. Vincenzo».

## Elenco delle pubblicazioni
- Una memoria di Adriano IV e Federico Barbarossa nell'Agro Romano, «Corriere d'Italia», 10 maggio 1914.
- La Cascata Grande dell'Aniene, «Bollettino dì Studi Storici e Archeologici di Tivoli» (sigla BSSA), 1919, pp. 15 e 63.
- Intorno alla Villa della regina Zenobia, «BSSA», 1919, p. 107.
- Tivoli, Federico Barbarossa e topografia dell'antica  città, «BSSA», 1919, p. 111.
- La coronazione di Federico I nei poemi contemporanei, «BSSA», 1919, p. 147.
- Un vescovo tiburtino del 1100, Guido, «BSSA», 1919, p. 158.
- Tivoli e Corrado d'Antiochia, «Archivio della Società Romana di Storia Patria», XLII, 1919, pp. 269–293.
- L'Inquisizione a  Tivoli e l'origine del Palazzo Comunale, «BSSA», 1920 p. 29.
- Le origini tiburtine della Compagnia di Gesù, «BSSA», 1920, p. 31.
- Notes on some recent discoveries at Tivoli, «The Journal of  Roman Studies», X, 1920, pp. 90–95.
- Notizia di ritrovamenti in S. Maria Maggiore a Tivoli, «Archivio della Società Romana di Storia Patria», XLIII, 1920, pp. 461–464
- G. M. ZAPPI, Annali e memorie di Tivoli, Studi e Fonti per la storia della Regione Tìburtina, Tivoli 1920, pp. 170.[9]
- Ippolito II d'Este, cardinale di Ferrara, a cura della Società Tiburtina di Storia e d'Arte, Tivoli, 1920, pp. 472, con 4 figg. nel testo e 44 tavole f.t.; ristampa anastatica, Tivoli, 1984.
- Un carme biografico di Sisto IV del 1477 (Lucubraciunculae Tiburtinae), Tivoli 1921.
- Sull'occupazione garibaldina  di Tivoli nel Ì867 (con Egidio Coccanari-Fornari), «Atti e memorie della Società Tiburtina di storia e d'arte» (sigla AMST.), I, 1921, pp. 91–96.
- Notizie, «AMST», I 1921, p. 101.[10]
- La chiesa di S. Silvestro a Tivoli, «Arte Cristiana», IX, 1921, pp. 67–78, con 16 foto nel testo.
- L'Archivio Tiburtino  di S. Giovanni Evangelista, Studi e Fonti per la storia della Regione Tiburtina, Tivoli 1922, pp. 98 [11].
- Recensione: F. HERMANIN, La Deposizione di Tivoli, in «Dedalo», 1921; AMST., II, 1922, p. 59.
- Recensione: J. P. KIRSCH, Eine Kreuzabnahme in Holzstatuen in der Katedrale zu Tivoli, in «Die Khristlische Kunst», 1921: AMST., II, 1922, p. 59.
- Un autografo di S. Filippo Neri, AMST., II, 1922, p. 60.
- La più antica pianta di Tivoli, AMST., II, 1922, pp. 60–61.
- Rinvenimento di una storia manoscritta di Subiaco, AMST., II, 1922, p. 61.
- Restauri e scoperte nella chiesa di Poli, AMST., II, 1922, pp. 61–62.
- Un breve di Clemente IV al vescovo di Tivoli Giacomo da Fossanova, AMST., II, 1922, pp. 116–118.[12]
- Recensione: J. WILPERT, Die Römischen Mosaiken und Maleraien, Friburgo 1917; AMST., II, 1922, pp. 118–121.
- Recensione: V. Rossi, Di una Colonna corrispondente del Petrarca; AMST., II, 1922, p. 121
- Recensione: P. T. SCHUTZE, A restoration of the circular Pavillion at Hadrians Villa near Tivoli, «Memoirs of the American Academy in Rome», II, 12; AMST., II, 1922, p. 122
- Recensione: U. Monneret de Villard, in Rivista Italiana di Numismatica, 1919-1920; AMST., II 1922, p. 121
- Recensione: C. DE Cupis, La caccia nella Campagna Romana, Roma 1922; AMST., II, 1922, pp. 122–124
- Recensione: I. PINELLI, Pagine di vita modenese; AMST., II, 1922, p. 124
- Il diario settecentesco di G. Gismondi, (parte 1 a); AMST., II, 1922, pp. 131–135
- Affreschi e ruderi romani scoperti nella Valle di Truglia, AMST., II, 1922, pp. 135–136
- Documenti e sigilli dei Vescovi di Tivoli, AMST., II, 1922, pp. 136–139
- Il Diario settecentesco di G. Gismondi: la carestia del 1763-64 a Tivoli, (parte 2a); AMST., III, 1923, pp. 75–78; dal 1764 al 1780, (parte 3a); III, 1923, pp. 131–141
- Recensione: S. Kambo, Grottaferrata e it Monte Cavo, Bergamo; AMST., III, 1923, pp. 78–81
- Il Bernini a Tivoli e alcuni lavori barocchi, AMST., III, 1923, pp. 123–131
- Acque Albule, Tip. Chicca, Tivoli 1924, in collaborazione con altri, pp. 36 con 7 illustraz. f.t.
- Una baruffa nella processione dell'Inchinata del 1725, AMST., IV, 1924, pp. 81–84
- Scultura lignea del secolo XII (con Silla Rosa De Angelis), AMST., IV, 1924, pp. 218–220
- Un nuovo documento sulle origini del Comune di Tivoli, AMST., IV, 1924, pp. 220–223
- Scoperta di una statua nel tempio di Ercole, AMST., IV, 1924, pp. 223
- Sulle vicende del codice delle «Lucubraciunculae Tiburtinae», AMST., IV, 1924, pp. 224–225
- Recensione: E. VISCO, La politica della S. Sede nella rivoluzione di Masaniello da documenti inediti dell'Archivio Vaticano, Napoli 1924; AMST., IV, 1924, pp. 229–230
- M. A. NICODEMI, Tiburis urbis historia, Studi e Fonti per la storia della Regione Tiburtina, Tivoli 1926, pp. 240
- Tivoli nel Medioevo, in AMST., V-VI, 1925-26, pp. 370, con 60 figure fuori testo [13] ; ristampa foto-meccanica nel 1971
- II più antico ritratto di S. Francesco d'Assisi (con Silla Rosa De Angelis), AMST., VII, 1927, pp. 28–33
- Necropoli preistorica, stipe votiva e base arcaica rinvenute all'Acquoria, AMST., VII, 1927, pp. 52–53
- Scoperta di un'officina romana di vasaio, AMST., VII, 1927, p. 53
- Frammenti di mosaico, AMST., VII, 1927, p. 53 - Residui di via romana, AMST., VII, 1927, p. 53
- Iscrizioni varie, AMST., VII, 1927, pp. 54–57
- Un ricordo tiburtino nella Porziuncola, AMST., VII, 1927, pp. 57–58
- Recensione: R. PARIBENI, Trovamenti vari nella cittci e nel suburbio di Tivoli, in «Notizie degli Scavi», VI, 1°, p. 244; AMST., VII, 1927, pp. 91–98
- Recensione: U. ANTONIELLI, Appunti di Paletnologia Laziale, in «Bull. Paletn. Italiana» XLIV, 1924; AMST., VII, 1927, p. 98
- Recensione: U. ANTONIELLI, Vestigia di sepolture preromane in contrada Acquoria, in «Notizie degli Scavi», VI, 2°, p. 210; AMST., VII, 1927, pp. 99–100
- Recensione: G. MANCINI, Rinvenimento di una vetusta base con iscrizione arcaica presso it Ponte dell'Acquoria, in «Notizie degli Scavi», VI, 2°, p. 216; AMST., VII, 1927, p. 100
- Recensione: P. MINGAZZINI, Un frammento inedito dei Fasti Consolari Capitolini, in «Notizie degli Scavi», VI, 1°, p. 376; AMST., VII, 1927, p. 101
- Recensione: F. LANZONI. Le origini delle Diocesi antiche d'Italia, Studi e Testi, Bibliot. Vaticana, 1923; AMST., VII, 1927, p. 101-102
- Tivoli dal 1595 al 1744 nella Storia di F. A. Lolli, passi scelti, AMST., VII, 1927, pp. 57–78; 238-243
- Pranzi e cene nel Seicento, AMST., VII, 1927, pp. 244–250
- Recensione: T.C. I., Guida d'Italia, vol. IV, Roma e dintorni, Milano 1925; AMST., VII, 1927, pp. 251–256
- Commemorazione di E. Tani, BSSA., 1928, p. 1335
- Tivoli, BSSA., 1928, p. 1339
- Cenni sulle Università di Arti e Mestieri - in Appendice: Statuto dell'Arte Agraria del 1524 e Capitoli dei Sarti del 1639, AMST., VIII, 1928, pp. 61–121
- Le iscrizioni di Palazzo Cesi, AMST., VIII, 1928, pp. 269–295
- Note di vita secentesca, AMST., VIII, 1928, pp. 345–351
- Matilde di Savoia, da documenti dell'Archivio Lamarmora, pubblic. a cura della Soc. Tiburt. di Storia e d'Arte, Tivoli 1929, pp. 12
- Codice diplomatico di Antonio di Simone Petrarca, Studi e Fonti per la storia della Regione Tiburtina, Tivoli 1929, pp. 246 [14]
- L'Inchinata, BSSA, 1929, p. 1423
- Luigi d'Este (1), AMST., IX-X, 1930, pp. 3–128
- La scoperta di alcuni affreschi trecenteschi e la leggenda di S. Onofrio, AMST., IX-X, 1930, pp. 285–299
- Il Crocifisso di S. Biagio, AMST., IX-X, 1930, pp. 300–301
- Gli affreschi scoperti nella casa dei Colonna, AMST., IX-X, 1930, pp. 302–316
- Leone X e Raffaello demolitori della Via Tiburtina, AMST., IX-X, 1930, pp. 317–322
- L'antico Quirinale in un affresco rinvenuto in Villa d'Este, AMST., IX-X, 1930, pp. 385–387
- Residui di mosaico in Villa d'Este, AMST., IX-X, 1930, p. 387
- Per una strada panoramica di Tivoli e altri problemi edilizi, AMST., IX-X, 1930, pp. 418–419
- Un gran papa tiburtino, Simplicio (Firmato Virgilio Primitivo), BSSA., 1930, p. 1585
- San Benedetto nella regione tiburtina, BSSA., 1930, p. 1619
- L'Arciconfraternita del Salvatore, BSSA., 1931, p. 1751
- Un ciclo di affreschi di Melozzo da Forli, AMST., XI-XII, 1932, pp. 161–181
- Luigi d'Este (2), AMST., XI-XII, 1932, pp. 262–316
- Note sulle confraternite e loro origine, AMST., XI-XII, 1932, pp. 419–420
- La candidatura di Alfonso II d'Este al Regno di Polonia (1574-1576), in «Resumes des communications presentees au VII Congres international de Sciences Historiques», Varsovie 1933, vol. I, pp. 148–153
- Affreschi di Melozzo a Tivoli, «Arte Cristiana», XXI, 1933, pp. 35–47, con 11 foto nel testo
- Tivoli, atlante storico-artistico, ediz. della Soc. Tiburt. di Storia e d'Arte, Tivoli 1934, pp. 26 di testo, intercalato da 38 foto a grande formato
- Crisi e «inquadramento» nella storiografia, AMST., XIII-XIV, 1934, pp. 5–29
- Una scultura berniniana nel Duomo di Tivoli, AMST., XIII-XIV, 1934, pp. 163–168
- Una scultura quattrocentesca di scuola romana, AMST., XII-XIV, 1934, pp. 267–268
- Una figlia di Giovanni Colonna, l'amico del Petrarca, AMST., XIII-XIV, 1934, pp. 269–270
- Un nipote di Cola di Rienzo - Tabella dei confratelli della Confraternita tiburtina del Salvatore, AMST., XIII-XIC, 1934, pp. 271–278
- Note storiche di un notaio del 1400, AMST., XIII-XIV, pp. 279–292
- La sigla di Melozzo da Forli e it ritratto di Sisto IV negli affreschi di S. Giovanni, AMST., XIII-XIV, 1934, pp. 293–294
- Sullo stemma di Tivoli, AMST., XIII-XIV, 1934, pp. 313–320
- La Cascata Grande dell'Aniene, AMST., XV, 1935, pp. 5–24
- Materiale di costruzioni classiche utilizzato per la Cascata, AMST., XV, 1935, pp. 172–173
- L'idea del Traforo: Tomei, Cappello, Folchi. II tunnel sotto il Tamigi, AMST., XV, 1935, pp. 223–225
- II Ponte sulla Cascata, AMST., XV, 1935, pp. 246–251
- La chiesa di S. Maria del Ponte o di S. Rocco, AMST., XV, 1935, pp. 252–260
- Il paesaggio prima delle rovine, AMST., XV, 1935, pp. 261–263
- La decorazione della sala maggiore nel Palazzo Comunale, AMST., XV, 1935, pp. 291–293
- La Cascata in un affresco trecentesco della leggenda di S. Stefano ed in vari dipinti dei secoli seguenti, AMST., XV, 1935, pp. 294–297
- Tivoli e la Cascata secondo l'Ortelio, AMST., XV, 1935, pp. 298–300
- Una piena sconosciuta e acquedotti ignoti - II cerchio della vecchia Cascata, AMST., XV, 1935, pp. 301–303
- Dall'inaugurazione della Cascata alla morte di Gregorio XVI - Cronaca, AMST., XV, 1935, pp. 304–309
- Clemente Folchi, AMST., XV, 1935, pp. 331–334
- Luigi d'Este (3), AMST., XVI, 1936, pp. 5–50
- La chiesa di S. Stefano, affreschi e vicende, AMST., XVI, 1936, pp. 51–89
- Cronaca di cent'anni dopo i lavori gregoriani, AMST., XVI, 1936, pp. 95–303
- Note varie, AMST., XVI, 1936, pp. 311–319
- Recensione: B. BERENSON, I pittori italiani del Rinascimento, Milano 1936, AMST., XVI, 1936, pp. 333–367
- Luigi d'Este (4), AMST., XVII, 1937, pp. 154–180
- Un «signum» di un nipote di Cola di Rienzo e la fine della speziaria frequentata dal biografo, AMST., XVII, 1937, pp. 245–247-
- La croce processionale di Anticoli Corrado, AMST., XVII, 1937, pp. 248–249
- Gli affreschi giotteschi di Tivoli, AMST., XVII, 1937, p. 250
- Un'Annunciazione nell'Ospedale di S. Giovanni, AMST., XVII, 1937, p. 251
- Un busto di S. Filippo Neri dell'Algardi, AMST., XVII, 1937, p. 252
- Un quadro della scuola di fratel Pozzo, AMST., XVII, 1937, pp. 253–254
- Una tela di Pietro Mignard, AMST., XVII, 1937, p. 255-256
- Uno sbalzo con Deposizione, AMST., XVII, 1937, p. 257
- Un lavoro di Angelo da Tivoli, AMST., XVII, 1937, p. 258
- Tentativo di ricostruzione di Villa Adriana, AMST., XVII, 1937, p. 265
- Parole in memoria di Pio Bottoni, dette nell'Arcadia di Roma it 30-4-1937, AMST., XVII, 1937, pp. 291–300
- L'Inchinata di Tivoli, opuscolo, Tivoli 1937
- I Testimoni, dall'opuscolo celebrativo «In lode dei Santi Tiburtini Sinferusa e i sette Figli - Diciotto secoli dopo i martirio», Tipogr. Chicca, Tivoli, 1937, pp. 83–87
- La leggenda di S. Sinferusa (sotto lo pseudonimo di Irene Niccolai), Tipogr. Chicca, Tivoli 1937, pp. 68
- Luigi d'Este (5), AMST., XVIII-XIX, 1939, pp. 173–178
- Un dipinto vanvitelliano, AMST., XVIII-XIX, 1939, p. 267
- Recensione: F. A. UGOLINI, La prosa dell'Historiae Romanae Fragmenta e della cosiddetta Vita di Cola di Rienzo, in «Arch. Soc. Rom. Storia Patria», LVIII, 1935; AMST., XVIII-XIX, 1939, p. 273
- Recensione: BAUDOUIN DE GAIFFIER - GUY DE TERVARENT, La diable voleur d'enfants, Barcellona 1936; AMST., XVIII-XIX, 1939, pp. 273–275
- Recensione: L. PARPAGLIOLO, Il censimento del patrimonio artistico nazionale, in «Le Vie d'Italia», 1938; AMST., XVIII-XIX, 1939, pp. 276–277
- Recensione: T. TANI, Secolare anniversario in Tivoli, in «Latina gens», 1937; AMST., XVIII-XIX, 1939, p. 277
- Recensione: R. MOLINARI, Le autonomie nell'Abruzzo Teramano, Teramo 1933; AMST., XVIII-XIX, 1939, pp. 278–281
- Recensione: F. FERRARA, Gesù Cristo re, sull'altare della Cattedrale di Teramo, Guardiagrele 1935; AMST., XVIII-XIX, 1939, p. 285
- Recensione: R. BUSCAROLI, Agostino e Giuseppe Mitelli-Catalogo delle stampe, Bologna 1931; AMST., XVIII-XIX, 1939, pp. 286–288
- Recensione: P. D'ACHIARDI, Cesare Fracassini, Roma 1938; AMST., XVIII-XIX, 1939, pp. 288-289
- Recensione: A. FORATTINI, Gli studi d'arte di M. Minghetti, Bologna 1936-37; AMST., XVIII-XIX, 1939, pp. 289–290
- Recensione: L. TOTH - M. BATTISTRADA, Antonio Bonfini, Ascoli Piceno 1938; AMST., XVIII-XIX, 1939, pp. 290–291
- M. BATTISTRADA - F. BONELLI, Beatrice d'Aragona, dramma storico, Ascoli Piceno 1935; AMST., XVIII-XIX, 1939, pp. 291–293
- Recensione: V. LUCIANI, La seconda giovinezza, poesie, Pisa 1934; AMST., XVIII-XIX, 1939, pp. 295–296
- Orazione funebre di T. Tani, in Bollett. commemorativo pubblicato a cura della Soc. Tib. di Storia e d'Arte, Tivoli 1939, pp. 22–27
- Clemente Folchi architetto romano, «Archivio Soc. Rom. Storia Patria», LXIII, 1940, pp. 181-194
- Luigi d'Este (6), AMST., XX-XXI, 1941, pp. 125–156
- II «ritratto» di Tivoli nel 1622, Studi e Fonti per la storia della Regione Tiburtina, Tivoli 1941, pp. XVIII ed una grande riproduzione del documento [15]
- Luigi d'Este (7), AMST., XXII-XXIII, pp. 65–146
- L. Rossini, Le città del Lazio, con introduzione storica di V. Pacifici, Tivoli 1943, pp. 84, con 113 tavv. f.t., Studi e Fonti per la storia della Regione Tiburtina; ristampa nel 1973
- Note di storiografia - Storia e storiografia nell'Illuminismo, dal corso parallelo svolto nell'Università di Roma nell'anno accademico 1942-43, postumo, a cura della Soc. Tib. di Storia e d'Arte, Tivoli 1949, pp. XV-348
- Testamento morale di V. Pacifici, AMST., XXIV, 1951, p. 295
- Luigi d'Este (8), postumo, AMST., XXIV, 1951, pp. 3–70
- Luigi d'Este (9), postumo, AMST., XXV, 1952, pp. 11–59; pp. 205–247
- Luigi d'Este (10), postumo, AMST., XXVI, 1953, pp. 5–50
- Don Orazio Coccanari, profilo postumo, AMST., XXVI, 1953, pp. 219–222, con 1 tay. f.t.
- Luigi d'Este (11), postumo, AMST., XXVII, 1954, pp. 15–72
- Luigi d'Este - Gli ultimi Estensi, raccolta in unico volume delle puntate postume 8, 9, 10, 11 a cura della Soc. Tib. di Storia e d'Arte, Tivoli 1954, pp. 268, con 6 tavv. f.t.